# Cárcel del Pópulo

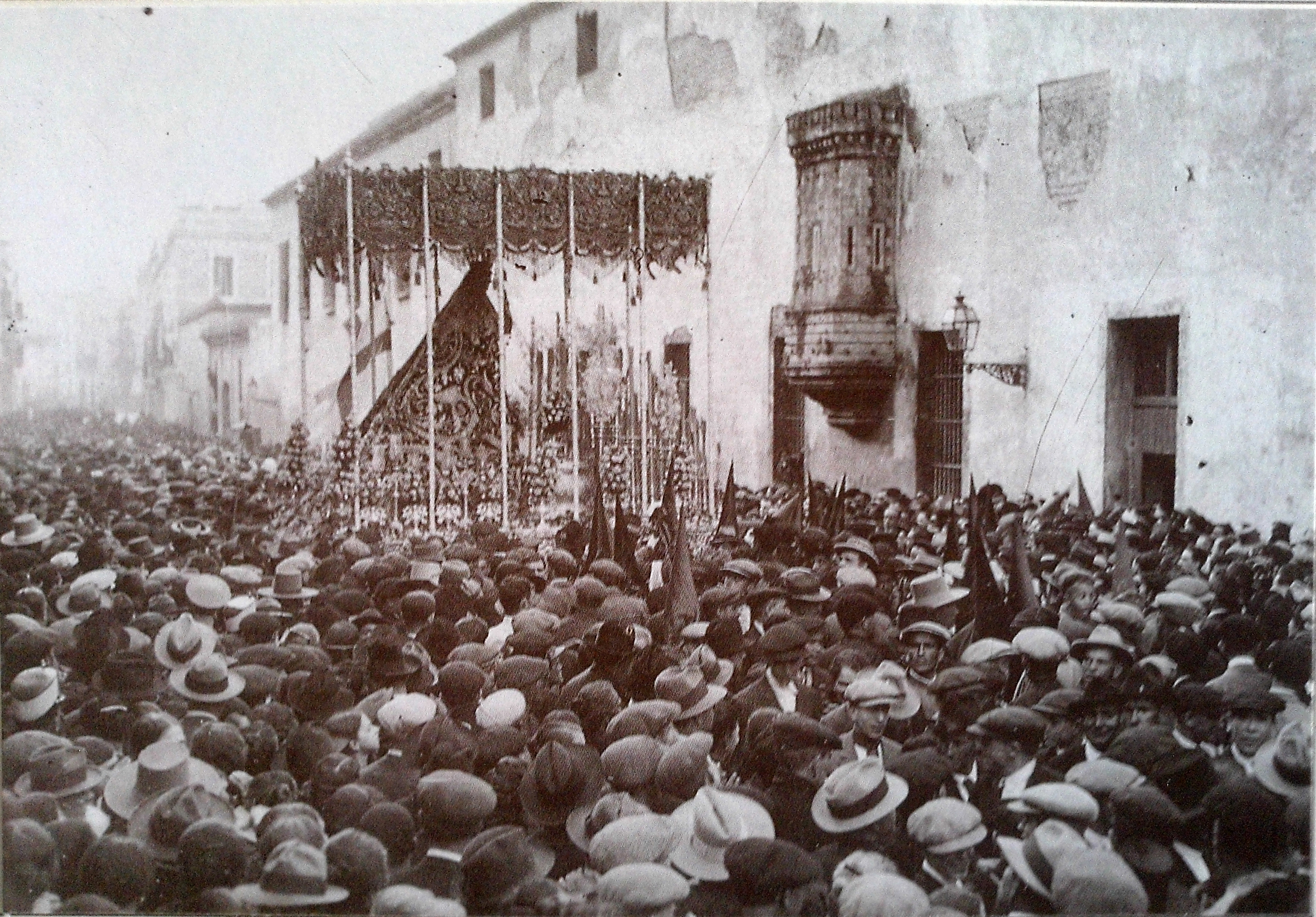
Virgen de la Esperanza de Triana frente a la cárcel del Pópulo.

La cárcel del Pópulo de Sevilla (Andalucía, España) fue un desaparecido establecimiento penitenciario que existió en la ciudad, en el barrio del Arenal en el siglo XIX, clausurado en 1932, cuando pasó a ser usada la cárcel de la Ranilla. En este lugar se encuentra actualmente el mercado del Arenal, de 1947.

## Historia
Esta cárcel se creó en el inmueble del desamortizado convento del Pópulo, un monasterio que estuvo en funcionamiento como tal hasta el año 1837. Cuando el edificio todavía ni siquiera estaba completamente terminado, la prisión tenía ya varios cientos de presos, cifra que fue aumentando. En octubre de 1837 el número de presos era de 500 e iba en ascenso. El motivo de construir la nueva prisión fue trasladar a los presos a esta nueva para librarlos de la insalubridad y el abandono que sufrían en las prisiones más antiguas.
En el reglamento de la cárcel se dice textualmente:

Los presos pertenecen por común a la clase más pobre, y cuya educación ha sido descuidada: acostumbrados desde niños a la vagancia y la indecencia, se precipitan en su mayor edad en todos los delitos, y encallecidos al fin en ellos, vienen a ser hombres desalmados, que o mueren afrentosamente en el patíbulo o arrastran en los presidios una vida llena de afanes y miserias. Inútil es que se dicten leyes severas para castigar a los delincuentes: tan imposible es disminuirlos a fuerza de penas, como fácil evitar el crimen proporcionando trabajos a los jóvenes, y dándoles en sus tiernos años una educación conveniente.
Reglamento de la cárcel del Pópulo. 1837.

A partir de ese año la iglesia del convento seguiría abierta al culto dos años más, dependiendo de la parroquia de la Magdalena, mientras que las galerías y dependencias de los frailes se convirtieron en cárcel penitenciaria, conocida como cárcel del Pópulo.
Su ubicación exacta aparece reflejada en los distintos grabados históricos de la ciudad, como por ejemplo el realizado por Álvarez Benavides en 1860, donde se muestra la cárcel como un edificio de planta rectangular, casi cuadrada, situado a extramuros, próximo a la puerta de Triana, y aislado en sus cuatro frentes.
La cárcel continuó como tal hasta el año 1932, cuando entró en funcionamiento la nueva prisión provincial, conocida como cárcel de la Ranilla. El viejo edificio fue demolido a partir de 1937.
En la década de los años cuarenta del siglo XX el Ayuntamiento de Sevilla levantó sobre aquel solar un gran edificio para alojar el mercado de entradores del Arenal; un edificio que fue inaugurado en 1946 y que contaba con viviendas y dependencias administrativas municipales. Aquel antiguo mercado de entradores luego fue convertido, en los años ochenta del mismo siglo XX en el actual mercado del Arenal.
De la vieja cárcel desaparecida se conservan numerosos documentos gráficos, en especial en lo concerniente a la Semana Santa de Sevilla, cuando en las mañanas de Viernes Santo la Hermandad de la Esperanza de Triana volvía sus pasos hacia donde estaban los presos, que desde allí les cantaban sus saetas. En recuerdo de esto se colocó en 1955 un retablo cerámico se colocó en este lugar un retablo cerámico con la Virgen de la Esperanza de Triana con el texto que se cita, que a su vez sirvió de inspiración para la marcha procesional Soleá dame la mano del compositor Manuel Font de Anta.

"La Santísima Virgen de la Esperanza, de la cofradía de Triana, recibía cada año en la mañana del Viernes Santo el emocionado homenaje de amor y de dolor de los reclusos de la antigua cárcel llamada del Pópulo, desde cuyo locutorio, emplazado en el lugar que señala este retablo, tantas veces invocaron a la que es consuelo de los afligidos”.